# Synésios de Cyrène
Synésios de Cyrène, en grec ancien : Συνέσιος, v. 370 - 413, est un évêque de Ptolémaïs (Cyrénaïque), épistolier, philosophe grec néoplatonicien, de l'école néoplatonicienne d'Alexandrie.

## Biographie
Synésios est né en mai ou juin 370 à Cyrène dans la Pentapole (dans le nord de la Libye actuelle) de riches parents grecs qui prétendaient être des descendants des rois de Sparte. Sa naissance reste incertaine et des dates entre 360 et 375 ont été avancées. Il est éduqué à Alexandrie avec son frère Euoptios et y suit notamment les enseignements sur la philosophie et la science (astronomie et mathématiques) d'Hypatie. Il lui restera attaché jusqu'à la fin de sa vie, entretenant une correspondance assidue avec elle. C'est d'ailleurs grâce à elle qu'il aurait conçu un "astrolabe planisphérique". Il adopte à ce moment la philosophie néoplatonicienne. Par ailleurs, il est l'ami de Théophile, patriarche d'Alexandrie et soutiendra la candidature du neveu de ce dernier, Cyrille d'Alexandrie, au patriarcat.
Il retourne dans la Pentapole où il assurera plusieurs fonctions officielles dont des fonctions militaires. En 399, il est envoyé en ambassade auprès du nouvel empereur de Constantinople, Arcadius. Il est chargé d'obtenir une diminution des charges, sous la forme d'une détaxe, en faveur de la Pentapole. Son séjour dans la capitale de l'Empire et aux alentours durera trois ou quatre ans.
À son retour, avec la bénédiction du patriarche Théophile, il épouse une chrétienne d'Alexandrie avec qui il a trois enfants, qui tous mourront avant lui.
De retour en Libye, il est pressenti pour le siège épiscopal de Ptolémaïs alors qu'il n'est (semble-t-il) encore que catéchumène (ce qui fut aussi le cas d'Ambroise de Milan). Malgré ses scrupules, il finit par accepter, sans toutefois renier ses convictions néoplatoniciennes, ni son mode de vie. Ses écrits témoignent de l'évolution de sa pensée.
La date de sa mort reste inconnue, elle est généralement estimée aux alentours de 414 parce qu'il ne semble pas avoir été au courant de la mort d'Hypatie, survenue en 415. Denis Roques situe sa mort après le 1er trimestre 413. Ce qui signifie qu'il n'est resté évêque que quelques années.

## Synésios l'Alchimiste?
Il est possible que Synésios de Cyrène et Synésios l'Alchimiste soient une seule et même personne, par exemple Synésios quand il était jeune. Certains historiens situent en effet Synésios l'Alchimiste vers 380. Le Synésios alchimiste faisait partie des commentateurs alchimistes, avec notamment Olympiodore l'Alchimiste (peut-être identique à Olympiodore le Jeune, scolarque de l'école néoplatonicienne d'Alexandrie en 541), et Étienne d'Alexandrie (actif vers 620).
On trouve son livre De l'œuvre des philosophes dans W. Salmon, Bibliothèque des philosophes chimiques, 1672, t. II ; son Dialogue sur Démocrite dans le Catalogue des Anciens Alchimistes grecs (CAG), t. II p. 56-69.

## Œuvres
Synésios a beaucoup écrit durant sa vie. Nous conservons de lui :
- Catastasis : description de la fin de la Cyrénaïque romaine
- Correspondance (157 lettres) (Epistolae, éd. par A. Garzya, Rome, 1979), trad. A. Garzya et D. Roques, Les Belles Lettres, coll. des Universités de France, CXLVII-484 p.
- Discours (406-412)
- Hymnes (9 hymnes) et fragments d'homélies (Hymni, éd. par N. Terzaghi, Rome, 1939) (trad. Christian Lacombrade), Les Belles Lettres, coll. « des Universités de France », 1978, XLIX-201 p. (présentation en ligne)
- Opuscules, Les Belles Lettres, 3 t., 2004-2008.
  - t. I : L'Éloge de la calvitie (400), un exercice de rhétorique, et une réponse à l'Éloge de la chevelure (κόμης ἐγκώμιον) de Dion Chrysostome. Dion (404) discussion sur l'interdépendance de la religion, la philosophie et la culture. Le Traité sur les songes (vers 403), dans ce traité, Synésios considère les songes comme le plus utile et le plus commode de tous les modes de divination ; selon lui, tous les songes sont vrais, à condition d'apprendre à les déchiffrer avec une éducation personnelle[6].
  - t. II : Discours la royauté (400) (présentation en ligne)
  - t. III : Les Récits égyptiens (vers 400), Discours à Paionios, Homélies, Les catastases.
- De la Providence (De providentia) ou Aegyptii, in Synesii Cyrenensis opuscula, Rome, 1944.

CPG 5630-5640

### Études sur Synésios de Cyrène
Ouvrages
- Henri Druon, Études sur la vie et les œuvres de Synesius, évêque de Ptolémaïs, dans la Cyrénaïque, au commencement du Ve siècle, Paris, Auguste Durand, 1850.
- Charles Vellay, Étude sur les hymnes de Synésius de Cyrène, Paris, Ernest Leroux, 1904.
- Christian Lacombrade, Synésios de Cyrène, hellène et chrétien, Les Belles Lettres, 1951, 320 p. (présentation en ligne)
- Jay Bregman, Synesius of Cyrene, Philosopher-Bishop, Berkeley, 1982.
- Ernest-Paulin Malignas, Essai sur la vie et les idées philosophiques et religieuses de Synésius (thèse soutenue devant la Faculté de Théologie protestante de Strasbourg le 6 février 1867)
- Hans von Campenhausen, Les Pères grecs (Griechische Kirchenväter), Éditions de l'orante, Paris, 1963, pp. 169-185.
- Denis Roques, Synésios de Cyrène et la Cyrénaïque du Bas-Empire, Paris, Presses du CNRS, coll. « Études d'antiquités africaines », 1988, 500 p. (lire en ligne)  (ISBN 2-222-03866-9) (prix Ambatelios de l'Académie des inscriptions et belles-lettres)

Articles
- Denis Roques, « La lettre 4 de Synésios de Cyrène », Revue des Études Grecques, t. 90, nos 430-431,‎ juillet-décembre 1977, p. 263-295. (lire en ligne)
- Denis Roques, « Synésios de Cyrène et les migrations berbères vers l'Orient (398-413) », Comptes rendus des séances de l'Académie des Inscriptions et Belles-Lettres, vol. 127ᵉ année, no 4,‎ 1983, p. 660-677. (lire en ligne)
- Antonio Garzya, Roland Delmaire, Janine Desmulliez et Pierre-Louis Gatier, « Rhétorique et réalité dans la correspondance de Synésios de Cyrène », Collection de la Maison de l'Orient et de la Méditerranée Jean Pouilloux,‎ 2009, p. 507-513. (lire en ligne)